# Achrysocharoides sarcophagus
Achrysocharoides sarcophagus är en stekelart som först beskrevs av Girault 1913.  Achrysocharoides sarcophagus ingår i släktet Achrysocharoides och familjen finglanssteklar. Inga underarter finns listade i Catalogue of Life.